# 博克讷姆
博克讷姆（德語：Bockenem，發音：[ˈbɔkənəm] ⓘ）是德国下萨克森州希尔德斯海姆县的城市，面积109.96平方千米，2023年12月31日人口为9,785人。